# Zasadzka Mofaza
Zasadzka Mofaza (hebr. ‏מארב מופז‎, Ma’araw Mofaz) – zasadzka przeprowadzona przez oddział pięciu żołnierzy Sił Obronnych Izraela z 890 Batalionu 35 Brygady Spadochronowej pod dowództwem sierżanta Sza’ula Mofaza na Zachodnim Brzegu przy granicy z Jordanią (przy Wadi Abu Sidra, niedaleko jordańskiego miasta Dajr Alla) 23 października 1968 roku podczas wojny na wyczerpanie. W wymianie ognia podczas operacji udział brała także armia jordańska. Akcja była skierowana przeciwko oddziałowi Al-Fatahu, który infiltrował granicę i atakował izraelskie posterunki. Działania Fatahu były częścią działań podejmowanych przez Jordanię, Irak i organizacje palestyńskie w Dolinie Jordanu przeciwko Izraelowi. Podczas operacji zginęło czterech bojowników Al-Fatahu, a jeden został raniony i wzięty do niewoli. Po stronie izraelskiej nie zanotowano strat.

## Tło wydarzeń

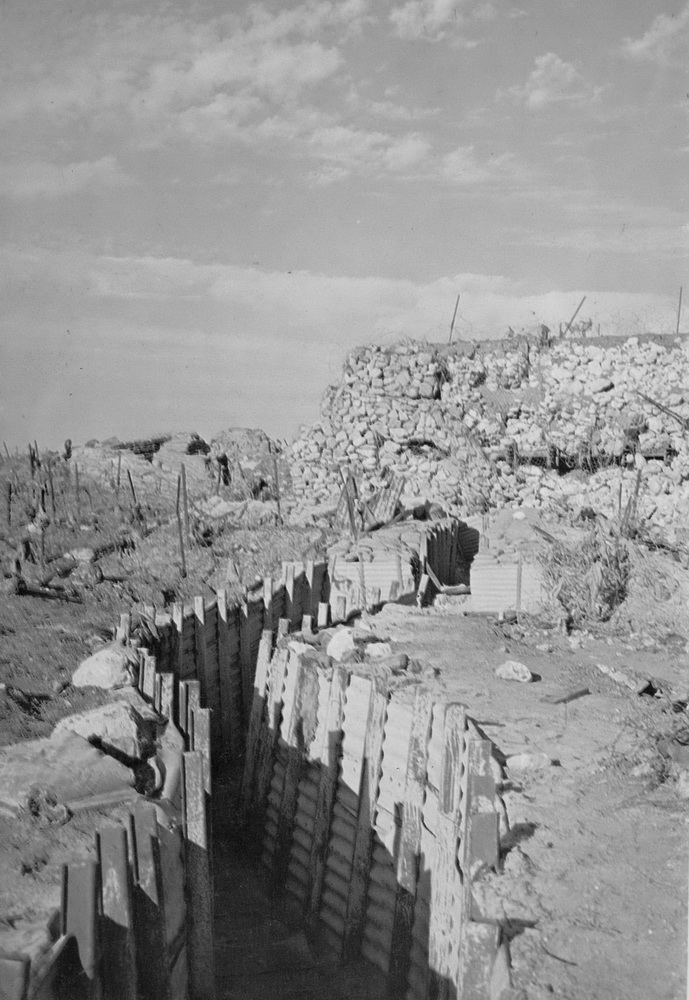
Izraelska linia Bar-Lewa wzdłuż wschodniego wybrzeża Kanału Sueskiego

Koniec wojny sześciodniowej w 1967 roku nie stanowił zakończenia konfliktu arabsko-izraelskiego. Państwa arabskie nie mogły się pogodzić ze zwycięstwem Izraela oraz ze wzrostem jego pozycji w regionie. We wrześniu 1967 roku odbyła się konferencja w Chartumie, na której do głosu doszli zwolennicy prowadzenia zdecydowanej polityki wobec Izraela. Uznali, że nie można prowadzić żadnych negocjacji i rozmów pokojowych z politykami izraelskimi. Egipcjanie nie pogodzili się ze stratą Synaju, a Izrael nie akceptował postanowień Rezolucji Rady Bezpieczeństwa ONZ nr 242 nakazującej mu zwrot zdobytych terytoriów. W wyniku napięć politycznych doszło początkowo do pojedynczych, później regularnych, ostrzałów pozycji jednej i drugiej strony nad Kanałem Sueskim. Toczący się od 1967 do 1970 roku konflikt nazwany został wojną na wyczerpanie. Gamal Abdel Naser wierzył, że przedłużający się zatarg doprowadzi do osłabienia Izraela. W trakcie konfliktu dochodziło do operacji desantowych, naruszeń przestrzeni powietrznych, ostrzałów i wypadów komandosów na tyły wroga. Egipt chciał przez to utrzymać zainteresowanie międzynarodowe sytuacją nad Kanałem Sueskim i zyskać sojuszników. Naser otrzymał szeroką pomoc wojskową ze Związku Radzieckiego. Z kolei Izrael nie chciał pokazać słabości i wycofać się z pozycji na zachodzie Synaju mimo strat wśród żołnierzy stacjonujących na linii Bar-Lewa. Obszar walk w trakcie wojny na wyczerpanie był również poligonem doświadczalnym dla nowego sprzętu amerykańskiego i radzieckiego.

### Front jordański
W latach 1968–1969, w związku z impasem działań na linii Bar-Lewa, Jordania zdecydowała podjąć działania przygraniczne przeciw Izraelowi. W operacjach tych brały udział organizacje palestyńskie oraz stacjonująca w Jordanii armia iracka. Do ataków dochodziło w Dolinie Bet Sze’an oraz Dolinie Jordanu. Ich celem było związanie sił izraelskich na dwóch frontach: południowym – egipskim, i wschodnim – syryjsko-jordańskim. Wobec tego zagrożenia armia izraelska podjęła działania fortyfikacyjne na granicach z Egiptem i Jordanią. Dodatkowym założeniem ataków za strony Jordanii było zmobilizowanie społeczności arabskiej zamieszkującej Zachodni Brzeg do działań przeciw Izraelowi.

## Przebieg
W tamtym czasie, na granicy z Jordanią punkty obserwacyjne i posterunki obsadzone były m.in. żołnierzami z 35 Brygady Spadochronowej. Na jednym z posterunków o nazwie Wered stacjonowali spadochroniarze z 890 Batalionu wchodzącego w skład brygady. Posterunek ten był regularnie ostrzeliwany z granatników przeciwpancernych RPG-7 przez oddział, który jak ustalono, przychodził od jordańskiej strony granicy. Jedynym rozkazem, jaki miała wówczas obsada Wereda było odpieranie ataków, ale bez możliwości opuszczenia posterunku. W związku z tym, iż ataki na posterunki w Dolinie Jordanu nasilały się, to postanowiono przeprowadzić operację, która składałaby się z szeregu zasadzek wzdłuż granicy z Jordanią. Do organizacji jednej z nich postanowiono wyznaczyć Mofaza, który wrócił z nieukończonego kursu oficerskiego.
Wraz z pięcioma żołnierzami Mofaz postanowił przygotować zasadzkę w okopach na jednym ze wzgórz przy Jordanie tak, aby znajdować się ponad przekraczającym rzekę oddziałem Al-Fatahu. Czterech żołnierzy miało być zwróconych w kierunku, z którego mieli nadejść bojownicy, a pozostała dwójka osłaniać miała tyły w razie ataku od tyłu i okrążenia. Plan zakładał rozpoczęcie ostrzału w momencie, kiedy wróg znajdzie się blisko oddziału Mofaza. Następnie trzech żołnierzy (Mofaz, Uri Brimer i Lee Dekster) miało wykonać manewr oskrzydlający prawą flankę oddziału Al-Fatahu.
Około godziny 21.00 Mofaz zauważył oddział przekraczający Jordan i kierujący się w stronę okopów i ziemianki pod wzgórzem, na którym byli Izraelczycy. Mofaz wydał rozkaz otwarcia ognia. Wraz z Brimerem i Deksterem zaczęli oskrzydlać przeciwnika od swojej lewej strony, zaś Dani Dagan, Roni Dawid i Dani Roszin rozpoczęli atak na lewą flankę przeciwnika. W rezultacie oddział Al-Fatahu został zaatakowany z dwóch stron i rozpoczął odwrót. W tym samym momencie otrzymał wsparcie ogniowe z jordańskiej strony granicy. Przed przekroczeniem rzeki bojownicy zdążyli ostrzelać Izraelczyków z RPG-7, jednak żaden granat nie eksplodował.
Na następny dzień na miejsce starcia przybył stojący na czele Dowództwa Centralnego generał Rechawam Ze’ewi. Podczas inspekcji okazało się, że 4 bojowników Al-Fatahu zginęło, a jednego znaleziono rannego i wzięto do niewoli. W ziemiance i okopach znaleziono dwa granatniki przeciwpancerne RPG-7, 4 karabinki Kałasznikowa, 8 magazynków, 6 granatów produkcji radzieckiej i jeden produkcji brytyjskiej.

## Konsekwencje
Podczas inspekcji Ze’ewiego ustalono, że przeprowadzenie nocnej zasadzki było sprzeczne z taktyką Cahalu. Nakazywała w takim momencie frontalne ostrzelanie przeciwnika. Manewr, który zastosował Mofaz, polegał na wzięciu bojowników w dwa ognie i użyciu przy tym granatów odłamkowych. Uznano, iż było to nowatorskie podejście do sytuacji i postanowiono zaimplementować je w szkoleniu wojskowym.